# 光苞腹毛柳
光苞腹毛柳（学名：Salix delavayana f. glabra）为杨柳科柳属腹毛柳下的一个变型。

## 扩展阅读
- 維基物種上的相關：光苞腹毛柳